# Dennengors
De dennengors (Peucaea aestivalis synoniem: Aimophila aestivalis) is een vogel uit de familie Passerellidae.

## Kenmerken
Dennegorzen zijn relatief klein in omvang en effen bruin van kleur met roodachtige strepen. Ze zijn 12 tot 15 centimeter lang en ongeveer 21 gram.

## Verspreiding en leefgebied
De soort komt vooral voor in het zuidoosten van Verenigde Staten, met name in Florida en telt drie ondersoorten:
- P. a. bachmani: de zuidelijk-centrale Verenigde Staten.
- P. a. illinoensis: de centrale Verenigde Staten.
- P. a. aestivalis: de zuidoostelijke Verenigde Staten.

## Status
De dennengors is schaars en de aantallen leken af te nemen. Bij de herziening in 2012 staat de vogel nog als gevoelig op de Rode Lijst, maar de aantallen stabiliseren dus kan de status in de toekomst mogelijk verlaagd worden tot niet bedreigd.